# Bernd Lindrath
Bernd Lindrath (* 13. September 1959 in Sangerhausen) ist ein ehemaliger deutscher Fußballspieler und heutiger Fußballtrainer.

## Sportliche Laufbahn
In der Saison 1980/81 lief der spätere Erstligafußballer erstmals republikweit in der zweitklassigen Liga auf. Mit seiner Heimat-BSG konnte er den Abstieg aus der Staffel C in die Bezirksliga nicht verhindern.
Nach zwei Spielzeiten in der halleschen Drittklassigkeit, in denen die BSG Mansfeld-Kombinat Sangerhausen zweimal Vizemeister wurde und so den Wiederaufstieg in die Liga verpasste, ging Bernd Lindrath aus Sangerhausen zur SG Dynamo Eisleben. Dort entwickelte sich der Mittzwanziger in fast 100 Punktspielen zu einem Leistungsträger des Mansfelders Ablegers der Sportvereinigung Dynamo.
Im Winter 1986/87 wechselte der gelernte Tischler von Eisleben zum Oberligisten FC Carl Zeiss Jena. Für die Jenaer war der 1,72 Meter große Mittelfeldspieler in der höchsten Spielklasse des DDR-Fußballs in 15 Spielen am Ball. Zusätzlich war er in vier Begegnungen der IFC-Runde 1987 und in vier FDGB-Pokalpartien in der 1. Mannschaft des FCC aufgeboten worden.
Gegen Ende der Saison 1988/89, an deren Beginn er noch im Oberligakader des FC Carl Zeiss auftauchte, aber dort im Rundenverlauf nicht mehr eingesetzt wurde, war er mit anderen ehemaligen und künftigen Oberligaspielern – beispielsweise Olaf Holetschek, Dirk Pfitzner, Uwe Burow, Norbert Kahnt, Dirk Weitze und Michael Junker, die wie Lindrath zum Teil auch beim 1988er Ligaabsteiger CZ Jena II bereits zweitklassig gespielt hatten – mit der BSG Jenaer Glaswerk Geraer Bezirksmeister geworden. In der Aufstiegsrunde scheiterten die Glaswerker mit Trainer Rainer Schlutter trotz der „beträchtliche(n) Verstärkung“, die sie vor und während der Saison erfahren hatten, in Staffel 2 an den beiden Gruppenersten BSG Chemie IW Ilmenau und BSG Union Mühlhausen.
In der Wendesaison in der Liga war er bis zum Jahreswechsel 1989/90 bei der BSG Motor Suhl aktiv und ging dann zurück zur BSG Jenaer Glaswerk, wohin sein Abgang aus der Jenaer Oberligamannschaft bereits im Sommer 1989 in der gemeinsamen Saisonvorschau von fuwo und Deutschem Sportecho gemeldet worden war. Wieder gelang ihm mit dem Werksteam des VEB Jenaer Glaswerk der Titel in der Bezirksliga. Aber wie schon 1989 wurde auch 1990 der Aufstieg verpasst.
Letztmals im höherklassigen Fußball tauchte Lindrath Ende der 1990er-Jahre in der viertklassigen Oberliga im NOFV-Bereich auf. Dort konnte er als Enddreißiger mit dem Aufsteiger SV JENAer Glaswerk in der Saison 1997/98 den Klassenerhalt schaffen.

## Trainerlaufbahn
Seit Juli 2016 trainiert Lindrath wieder die Torhüter des FC Carl Zeiss Jena. Eine Position, die er bereits von Juli 2014 bis zum Jahreswechsel 2015/16 innehatte. Die identische Aufgabe hatte er bereits unter Jörg Goslar beim FSV Wacker 90 Nordhausen wahrgenommen. Auch beim Frauen-Bundesligisten FF USV Jena war er in den 2010er-Jahren als Coach der Torhüterinnen tätig.